# Площадь Мясникова (Минск)
Пло́щадь Мяснико́ва (бел. Плошча Мяснікова) — площадь в Московском районе Минска, названная в честь революционера Александра Мясникова.
В реестре адресов Республики Беларусь площадь Мясникова отсутствует.

## История
Начало истории площади, как и пересекающихся на ней улиц, связано с прокладкой через Минск железных дорог и строительством в 1871 Брестского и в 1873 Виленского вокзалов. Первоначально из города на Брестский вокзал вела Старо-Койдановская почтовая дорога, которая соединялась с Ново-Захарьевской почтовой дорогой. С ними же соединялась дорога между Виленским и Брестским вокзалами. По мере домовой застройки эти дороги превратились в улицы Московскую (ныне Мясникова), Захарьевскую (ныне Советская) и Бобруйскую. На месте их соединения и сформировалась первоначальная площадь  перед железнодорожным Западным мостом. 
До Октябрьской революции на площади находилась каменная церковь Казанской иконы Божьей Матери, выполненная в византийском стиле. Осенью 1914 епископ Минский и Туровский Митрофан освятил церковь. Служба в храме продолжалось и после революции, но в 1930 году храм закрыли и после снятия крестов разместили там клуб железнодорожников.
В мае 1936 года в храм пригласили начальника штаба отдельного сапёрного батальона Петра Григоренко, которому на тот момент было 20 лет, для взрыва храма. За взрывом здания из левого крыла Дома правительства наблюдали руководители белорусского правительства, такие как Николай Гикало, Александр Червяков и Николай Голодед.
После сноса храма площадь расчистили, образовавшийся пустырь назвали «площадь Мясникова» и установили камень с надписью, что на этом месте будет воздвигнут памятник Александру Мясникову.
Фундамент церкви из бутового камня сохранился до сих пор.